# 马修·阿诺德
马修·阿诺德（Matthew Arnold，1822年12月24日—1888年4月15日）是英国近代诗人、评论家、教育家。生于米德塞克斯的莱尔汉姆（Laleham）。其父托马斯·阿诺德为著名的拉格比公学校长。曾为牛津大学奥里尔学院研究员。
最著名的诗作是《多佛海滩》（Dover Beach），主要表现维多利亚时代的信仰危机。著作有《文化与无序》（Culture and Anarchy ,1869）、《文学和教条》（Literature and Dogma ,1873）等。